# Amblyseius theae
Amblyseius theae är en spindeldjursart som beskrevs av Wu 1983. Amblyseius theae ingår i släktet Amblyseius och familjen Phytoseiidae. Inga underarter finns listade i Catalogue of Life.